# ウラジーミル・アンドレエヴィチ (スターリツァ公)

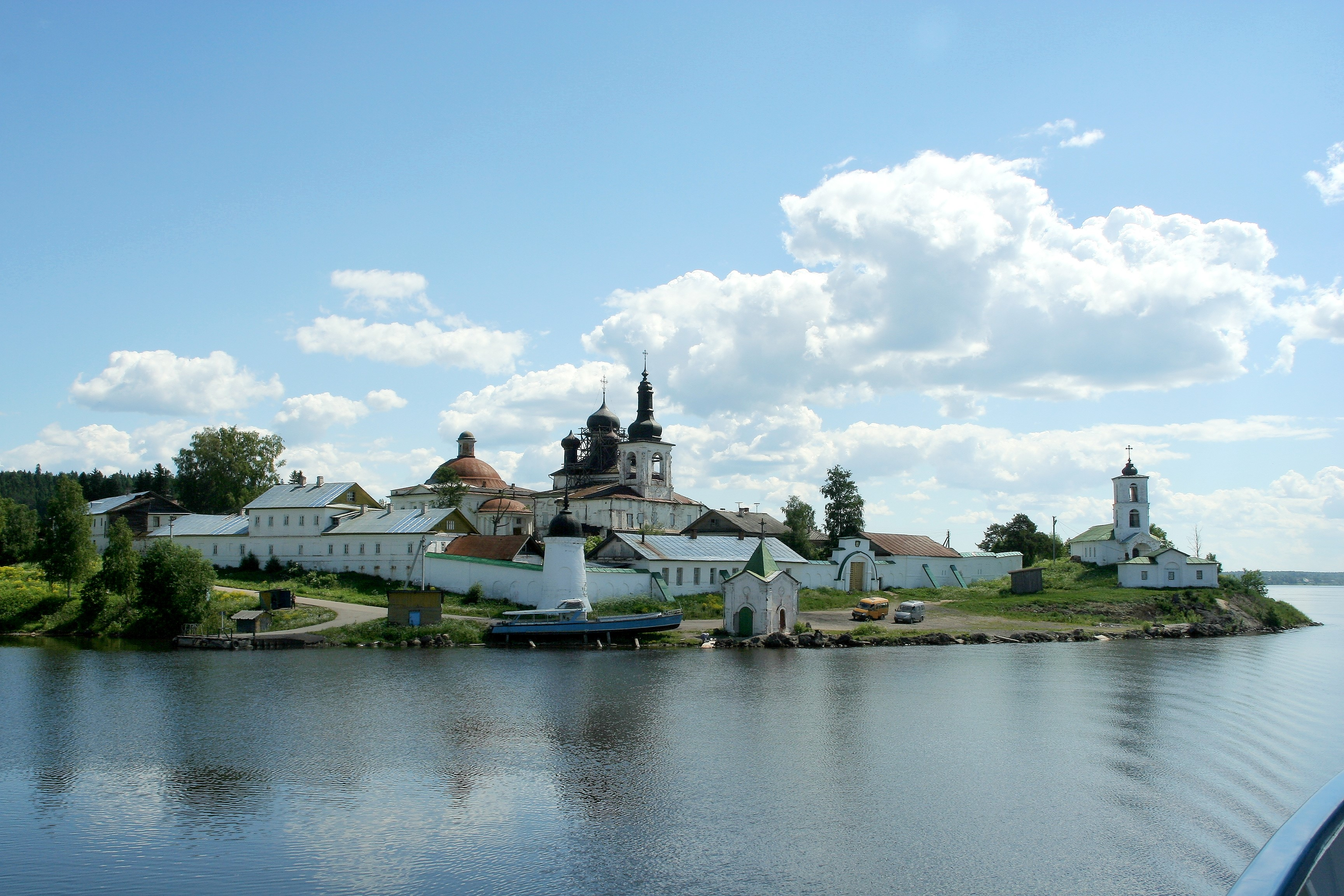
ウラジーミルの一族が建立したゴリツキー修道院

ウラジーミル・アンドレエヴィチ（Владимир Андреевич / Vladimir Andreyevich, 1533年 - 1569年10月9日）は、ロシア最後の分領公。イヴァン3世の末子アンドレイ・イヴァノヴィチの長男、母は公女エウフロシニヤ・ホヴァンスカヤ。彼とイヴァン4世との葛藤は、セルゲイ・エイゼンシュテインの映画『イワン雷帝』に描かれている。

## 生涯
ウラジーミルは幼少期をモスクワで厳しい監視を受けながら育ち、1542年に亡父の分領であったスターリツァとヴェレヤを相続した。彼はそこで最初の結婚をし、1553年にツァーリが深刻な病に倒れるまで平和な生活を送っていた。イヴァン4世が危篤に陥ると、大貴族の多くはイヴァンの生後1歳の息子ドミトリーに忠誠を誓うことを拒み、代わりに従弟ウラジーミルを後継者に立てようとした。ところがツァーリは驚異的な恢復を見せ、大貴族達の裏切りを知って彼らへの態度や扱いを豹変させた。イヴァンはさらにウラジーミルをモスクワに召喚し、少数の従者と共にモスクワに居を移してツァーリに仕える大貴族とは一切の連絡を断つことを誓わせた。またもしイヴァンが死んだ場合は、イヴァンの幼い息子が後継者となりウラジーミルが摂政となるという取り決めもなされた。
ウラジーミルの母親を修道院に入れ、彼に仕える大貴族たちを追放すると、イヴァンはやっとウラジーミルへの態度を和らげた。1555年4月、ウラジーミルはツァーリの許しを得て公女エウドキヤ・ロマノヴナ・オドエフスカヤと再婚した。ところがオプリーチニナ体制が始まると、イヴァンの従弟に対する疑念も再燃し始めた。1564年、オプリーチニキはモスクワのウラジーミル邸を焼き払い、その所領の大部分がオプリーチニナ領（ツァーリ直轄領）に組み込まれて没収された。1569年、イヴァン4世に対する反逆を企てた罪により、ウラジーミルは子供たちと共にアレクサンドロフの離宮で服毒による自殺を強要された。彼の妻と母はヴォログダ郊外のゴリツキー修道院に追放され、数年後にシェクスナ川に沈められた。長期的に見れば、ウラジーミルとその子供達の殺害はリューリク朝の断絶を早める結果に終わり、動乱時代と呼ばれる王朝の危機を引き起こすことになった。唯一生き残ったウラジーミルの娘マリヤは1573年リヴォニア王マグヌスと結婚し、夫の死後はボリス・ゴドゥノフによって女子修道院に入れられている。